# Die lebende Fackel
Die lebende Fackel ist ein phantastischer deutscher Stummfilm aus dem Jahre 1920 von Joseph Delmont mit Eugen Klöpfer und Rita Clermont in den Hauptrollen.

## Handlung
Die Vorgeschichte der Handlung liegt mehrere Jahrhunderte zurück und führt den Zuschauer in die Ritterzeit des Mittelalters. Damals erschlug der Burggraf von Starremberg einen Pagen, nur weil dieser seiner Gattin eine Rose überreichte. Die Gräfin war darüber derart schockiert, dass sie eine brennende Fackel, die des Nachts einen gefährlichen Abgrund markierte, um ein Unglück zu verhindern, entfernte, sodass der mörderische Gatte in die Tiefe stürzte und dabei umkam. Danach suchte auch die Gräfin an derselben Stelle den Tod. Diese dramatischen Ereignisse führten dazu, dass nunmehr, Jahrhunderte später, die verblichene Gräfin mit einer brennenden Fackel durch as Schlossgemäuer als Gespenst wandeln soll. 
Dieser Spuk soll auch noch in der letzten Generation Auswirkung auf das Schicksal der im Schloss lebenden Menschen haben. Der letzte der gräflichen Sippe, der Majoratsherr Desider, liebt die schöne Dagmar. Doch sein Bruder Lothar, der gleichfalls ein Auge auf das Burgfräulein geworfen hat, neidet Desider diese Frau und will daher Dagmar Gewalt antun. Doch bei seinem finsteren Treiben blendet ihn eines Nachts ein grellrotes Licht, und er muss sein Ansinnen abbrechen. Bei einem zweiten Versuch, bei dem er Desider samt Unterkunft in die Luft zu sprengen versucht, kommt Lothar selber um. Die lebende Fackel hat für Gerechtigkeit gesorgt. Desider aber kann nun mit Dagmar eine gemeinsame Zukunft beginnen.

## Produktionsnotizen
Die lebende Fackel entstand zum Jahresbeginn 1920 und wurde im selben Jahr uraufgeführt. Die Nachzensur erfolgte am 28. Juni 1921. Zu dieser Zeit besaß der Film eine Länge von 1920 Metern, verteilt auf fünf Akte. 
Eduard Nickler entwarf die Filmbauten.

## Kritik
Paimann’s Filmlisten resümierte: „Stoff sehr gut, Photos, Spiel und Szenerie ausgezeichnet (ein Schlager).“